# Hesdin-l'Abbé
Hesdin-l'Abbé é uma comuna francesa na região administrativa de Altos da França, no departamento de Pas-de-Calais. Estende-se por uma área de 7,39 km². Em 2010 a comuna tinha 1 939 habitantes (densidade: 262,4 hab./km²).